# Voie rapide H6 (Slovénie)
Pour les articles homonymes, voir H6.
La voie rapide H6 (slovène : Hitra cesta H6) est une voie rapide slovène de 5,2 km allant de Koper à Izola.

## Histoire
La section entre Koper et Izola via le tunnel de Markovec est en service en juin 2015.

## Parcours
- Échangeur entre H6, H5 et G11 : Koper-center, Trieste, Ljubljana, Poreč, Pula
- : Koper-Semedela, Koper-Žusterna
- Tunnel de Markovec